# 김형근 (화가)
김형근(金炯菫, 1930년~2023년 9월 7일)은 대한민국의 서양화가, 수필가이자 대학 교수였다.

## 생애
1930년 경남 통영에서 태어난 고인은 통영수산학교를 나와 교사 생활을 하다 한국전쟁 때 소위로 임관해 1958년 대위로 전역했다. 그 뒤 정치대학(건국대) 법정과를 다녔지만, 한시도 붓을 놓지 않았다. 1960년대에는 충무(통영)시 공무원으로 일하며 나전칠기협동조합을 만들고, ‘꼬마화가 사생대회’ ‘한산대첩 기념제전’을 기획했다. 1968년 경남문화상을 받았다. 1970년 국전에서 ‘과녁’으로 대통령상을 받는 등 여러 차례 국전에서 수상했다. 1971년 미국 뉴욕으로 가 활발히 활동했고, 귀국 후 수도여자사범대(현 세종대) 회화과 교수로 근무했다. 1992년 국전 심사위원장을 지냈다.

## 소속
- 金炯菫씨라면 중앙화단에선 생소한 이름이다. 그러나 과녁으로 국전에서 대통령상을 받은 작가라면 모르는 이가 적을 것이다. 그가 중앙화단에서 비교적 생소한 편이란 것은 주방에 주거를 두었다는 조건에서 뿐 아니라 중앙을 혜성과 같은 존재로 돋보이게 하는 충분한 근거를 가지게 한다. 그가 처음 국전에 특선을 차지하였을 때는 주목하는 사람들이 많지 않았다. 최고상을 수상함으로써 비로소 비상한 화제의 대상이 되었다. 그가 혜성처럼 나타났다는 것은 이처럼 몇차레의 국전 출품을 통해 단연 頂点을 차지할 수 있었다는데서 엿볼 수 있을 뿐 아니라 중앙화단에선 거의 무명이었던 지방작가였다는 점에서 설명되었다.

## 학력
- 수도여자사범대(현 세종대) 회화과 교수

## 경력
- 1971. New York American School 수료

- 1999. 세종대학교 명예문학박사

- 1976~1982. 세종대학교 수도여자사범대학 교수역임

- 1982. 국립현대미술관 초대작가

- 1983. 서울시전 초대작가

- 1983. 중앙일보 미술대전 초대작가

- 1983. 문화공보부 대한민국 국전 심사위원 역임

- 1989. 경상남도 미술대전 심사위원장

- 1995. 서울 국제 현대미술회 회장

- 1998. 한국미술협회 대한민국 미술대전 운영위원

- 1998. 뉴욕한인미술회 New York 한인 미술협회 고문

- 2000. 미국 Jersey City에서 년 4월 김형근 화백의 달 제정

- 2002~2004. 대전광역시 금강미술대전 운영위원장 역임

- 2002. 대한민국 미술협회 고문

## 작품 활동
- 1970년 과녁
- 1973년 장미
- 1978년 풍요의 열매
- 1981년 정물
- 1982년 여인
- 1983년 도라지 꽃 속의 여인
- 1983년 모과
- 1983년 안개꽃
- 1983년 황과 黃果
- 1986년 가을에의 초대(招待)
- 1986년 포도
- 1986년 황색의 계절
- 1988년 화병
- 1990년 자매
- 1990년 행 (幸)
- 1990년 황색의 계절
- 1990-1991년 가을의 연가
- 1991년 향수 (Nostalgia)
- 1995년 연가
- 1998년 가을의 연가
- 2000년 꽃 광주리

## 수상
- 1968. 경남도 문화상(미술창작상)
- 1969. 제18회 국전 문화공보부 장관상(수석상)
- 1970 제19회 국전 대통령상(최고상, 과녁)
- 1981 서울시 문화상
- 1995 제1회 통영시 문화상
- 1999 광주광역시 문화예술상 수상(오지호 미술상)